# Grant Basey
 (janvier 2012).
Grant William Basey (né le 30 novembre 1988 à Bromley, dans le Grand Londres) est un footballeur gallois. Il joue depuis 2011 au poste de défenseur latéral droit pour le club de Peterborough United qui évolue en Championship (deuxième division anglaise).
Il a aussi joué un match en 2006 en équipe du pays de Galles espoirs de football.

## Carrière
Grant Basey est recruté par Peterborough United le 21 janvier 2011 dans le cadre d'un contrat courant jusqu'en juin 2011. Son départ est facilité par le fait que l'entraîneur de Barnet, Paul Fairclough, est favorable à ce transfert, indiquant qu'il sentait que le joueur gallois n'était pas impliqué dans le jeu de son équipe.  Mais, à Peterborough, Basey convainc les observateurs et, moins d'un mois après son arrivée, il signe une prolongation de contrat, se trouvant lié avec le club jusqu'à l'été 2012.
À la fin de la saison, Peterborough remporte les play-offs et le club est promu en Championship, un niveau que Basey a connu avec Charlton Athletic de 2007 à 2009. Peu utilisé (4 matchs en deux mois), il est prêté aux Wycombe Wanderers début octobre 2011. Effectuant de bonnes prestations dans son nouveau club, il est définitivement transféré au premier jour du mercato d'hiver 2012 et signe un contrat de 18 mois.

## Statistiques détaillées
| Saison      | Club                | Pays         | Championnat       | Coupes nationales |
| ----------- | ------------------- | ------------ | ----------------- | ----------------- |
| 2007 - 2008 | Charlton Athletic   | Championship | -                 | -                 |
| 2007 - 2008 | Brentford           | League Two   | 9 matchs          | 1 match           |
| 2007 - 2008 | Charlton Athletic   | Championship | 8 matchs / 1 but  | 1 match           |
| 2008 - 2009 | Charlton Athletic   | Championship | 19 matchs         | 3 matchs          |
| 2009 - 2010 | Charlton Athletic   | League One   | 19 matchs         | 3 matchs          |
| 2010 - 2011 | Barnet              | League Two   | 11 matchs / 1 but | 3 matchs          |
| 2010 - 2011 | Peterborough United | League One   | 9 matchs / 1 but  | -                 |
| 2011 - 2012 | Peterborough United | Championship | 3 matchs          | 1 match           |
| 2011 - 2012 | Wycombe Wanderers   | League One   | 11 matchs         | 1 match           |

## Parcours d'entraîneur
- 2022-mars 2023 :  VCD Athletic